# 坂根站
坂根站（日语：／ Sakane eki */?）是屬於西日本旅客鐵道（JR西日本）藝備線的車站，位於岡山縣新見市神鄉下神代。

## 歷史
- 1930年（昭和5年）2月10日 - 三神線 備中神代至矢神之間開業，此站啟用。
  - 當時車站地址為岡山縣阿哲郡神代村下神代字手ツキ田。
- 1937年（昭和12年）7月1日 - 三神線成為藝備線一部分，此站成為藝備線車站。
- 1955年（昭和30年）5月1日 - 隨著神鄉町（日语：神郷町）成立，車站地址變為岡山縣阿哲郡神鄉町下神代字手ツキ田。
- 1972年（昭和47年）9月1日 - 成為無人車站[1]。
- 1987年（昭和62年）4月1日 - 伴隨國鐵分割民營化，車站由西日本旅客鐵道（JR西日本）營運。
- 2004年（平成16年） - 翻新簡易候車室。
- 2005年（平成17年）3月31日 - 隨著新見市（第二次）成立，車站地址變為岡山縣新見市神鄉下神代字手ツキ田。

## 車站構造

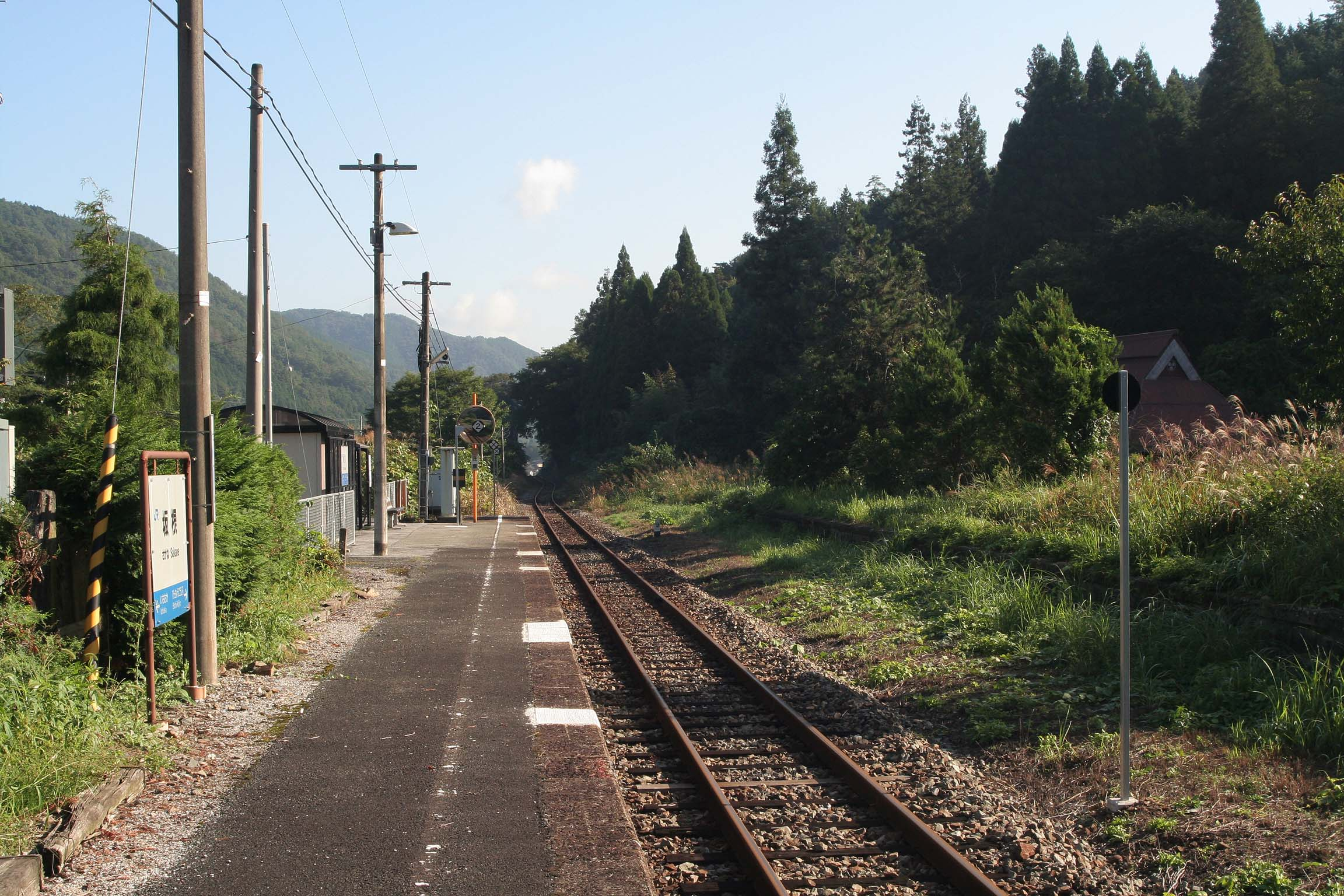
月台（2007年9月）

本站是地面車站，設有1面1線的單式月台。往備後落合方向的列車會開啟右邊車門，而往新見方向和三次方向的列車使用同一月台。此站過去的月台配置為2面2線的相對式月台。
本站是由新見站管理的無人車站，過去設有站房，現時已經拆毀並設置候車室。而站內無設置自動售票機。

## 使用狀況
以下為近年1日平均乘車人次列表。
| 年度 | 1日平均 乘車人次 |
| ---- | ---------------- |
| 1981 | 18               |
|      |                  |
| 1999 | 5                |
| 2000 | 4                |
| 2001 | 3                |
| 2002 | 1                |
| 2003 | 3                |
| 2004 | 3                |
| 2005 | 2                |
| 2006 | 1                |
| 2007 | 2                |
| 2008 | 4                |
| 2009 | 5                |
| 2010 | 3                |
| 2011 | 2                |
| 2012 | 2                |
| 2013 | 3                |
| 2014 | 2                |
| 2015 | 2                |
| 2016 | 1                |
| 2017 | 2                |
| 2018 | 2                |

## 車站周邊
- 神代川
- 國道182號（日语：国道182号）
- 岡山縣道200號坂根停車場線（日语：岡山県道200号坂根停車場線）

## 相鄰車站
西日本旅客鐵道（JR西日本）
 藝備線
■快速
通過
■普通
備中神代－坂根－市岡

## 注腳
1. ↑  中國新聞　1972年9月1日付
2. ↑  岡山縣統計年報 （页面存档备份，存于）（日語）

## 外部連結
- 坂根｜車站資訊：JR出門網 - 西日本旅客鐵道（日語）